# Emma Patry
Emma Patry
Emma Patry, née le 28 mai 2003 à Grenoble, est une joueuse de sofltball et de baseball française. Elle joue en Outfield 1er base en softball, et en Pitcher / Outfield 1re base en baseball.

## Biographie
Emma Patry, née le 28 mai 2003 à Grenoble, pratique le baseball depuis 2010 et du softball depuis 2019. Elle découvre le sport aux États-Unis et commence à son retour en France en suivant les traces de ses grands frères.

## Parcours sportif
Emma Patry commence le baseball avec les Grizzlys de Grenoble.
À l'âge de 14 ans, elle est repérée et rentre en pôle espoir Baseball de Rouen pour 2 ans. Durant cette même saison, elle jouera avec les Huskies de Rouen aux côtés desquelles elle finira 3e du championnat de France. En parallèle, elle fera une saison en N1 softball avec l'entente Rouen/ Rennes.
En 2019, elle est au pôle France de Boulouris (Saint-Raphaël) et participe au championnat d'Europe U16 Softball avec l'équipe de France.
Lors de l'Euro de baseball en 2022, la première lanceuse française gagne le titre de championne d'Europe aux côtés de l'équipe de France féminine face à la République Tchèque.

## Statistiques[4]
| Année | AB | R | H | 2B | 3B | HR | AVG  | RBI |
| 2022  | 25 | 8 | 9 | 0  | 1  | 0  | .360 | 3   |